# Magyar kultúra
Magyar kultúra minden olyan kultúra, mely bármely módon a magyar néphez köthető. Nagyfokú vándorlás miatt ez nem csak a Magyarország területén gyakorolt kulturális univerzálékat jelenti, hanem az egész világon megtalálható. A magyar kultúra a kereszténységben gyökerezik, amelyet erős családi értékei, történelmi hagyományai és jól megőrzött népi gyakorlatai hangsúlyoznak. A magyar néphagyományok közé tartozik a tánc, a zene, a hímzés, a díszített fazekasság, a mesék és a mitológia. A magyar népzene szerves része a magyarországi zenei kultúrának. A hagyományos népi hangszerek közé tartozik a citera, cimbalom, doromb, duda, kanászkürt, koboz, mandolin, tambura, tekerő, töröksip és ütőgardon.

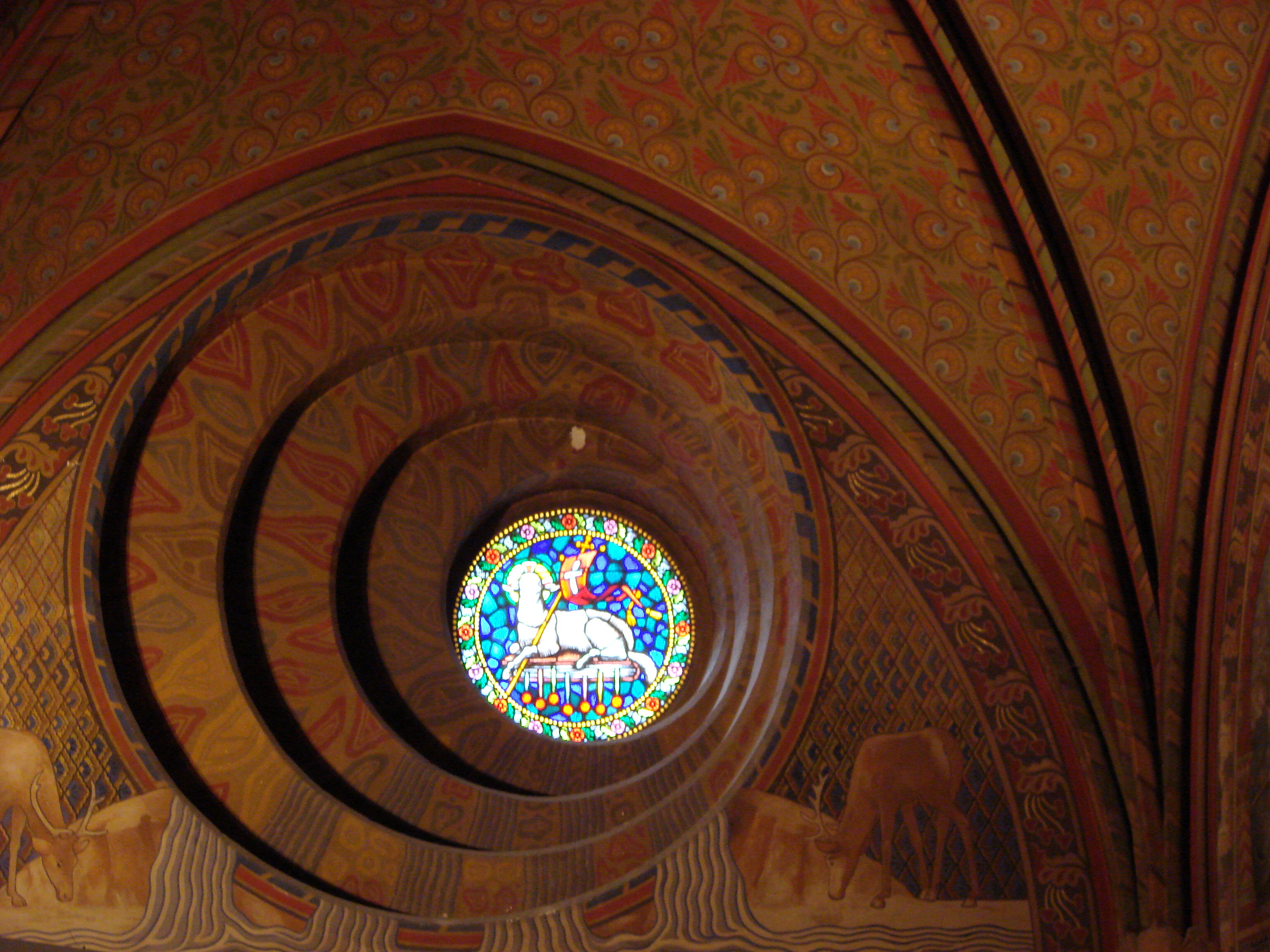
Freskók és egy ólomüveg ablak a Mátyás-templom belsejében

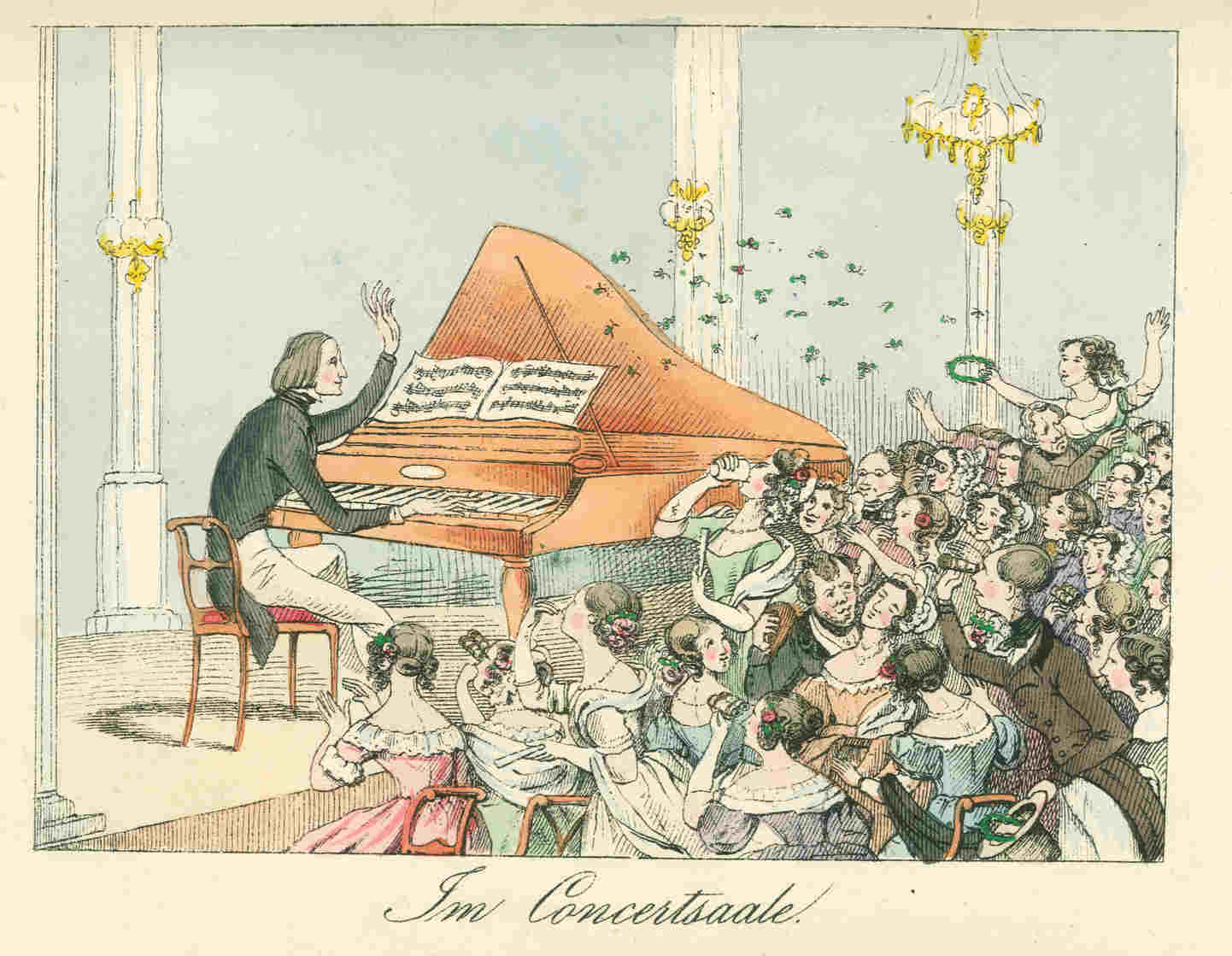
Liszt koncertteremben - Theodor Hosemann 1842-ben készült rajza

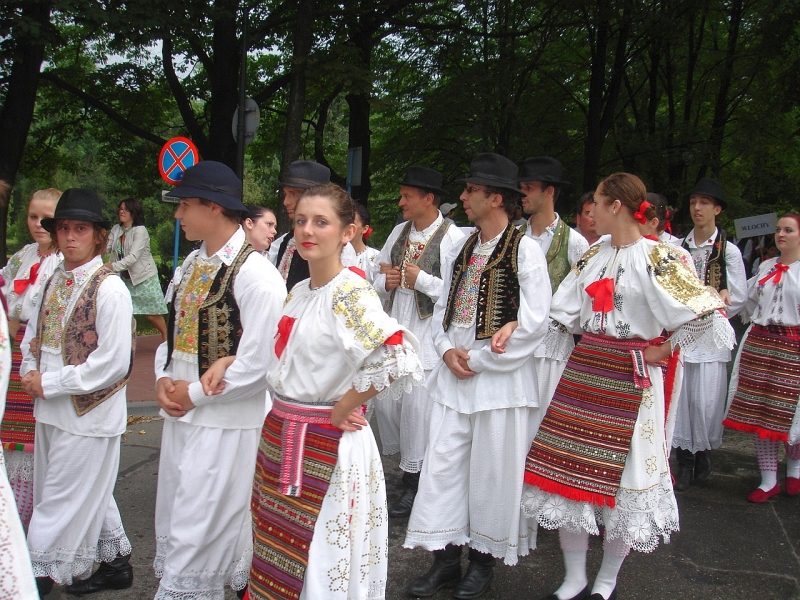
Magyar néptánc csoport hagyományos viseletben

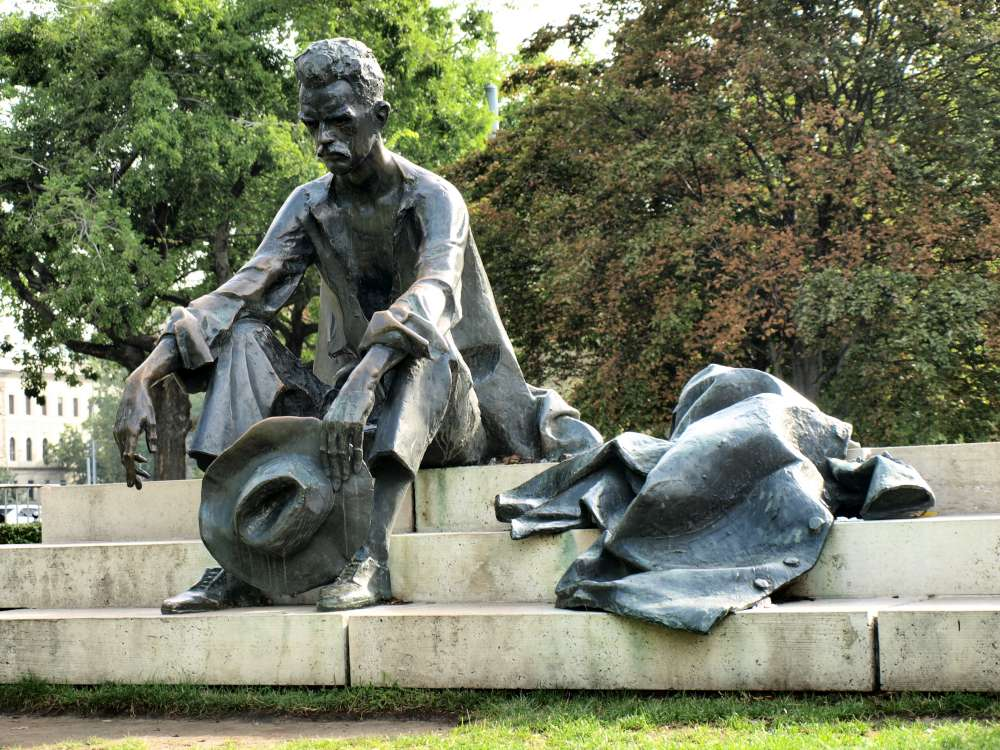
József Attila szobra A Dunánál című versének ihletésére a Parlament mellett, Marton László alkotása

## Játék
A magyar játék formái kapcsolódnak a természethez, az életmódhoz. Ez főleg kisgyermekek játékszereinél figyelhető meg.
A kisgyermekek hagyományos magyar játékszerei elsősorban Magyarországon őshonos növényekből készülnek, különösen népszerűek a több kemény héjú termésből, magból – mint például bab, csonthéjasok – készült zenélő játékok, amelyek a társas játékoknak is eszközei. „Erre csörög a dió, arra meg a mogyoró”. A felnőttek közt egyértelműen legnépszerűbbek a kártyajátékok, mint például a főleg Magyarországon gyártott, Schiller Tell Vilmos drámájának szereplőit ábrázoló Tell-kártyával (magyar kártya) játszott alsós kaláber, és talonmáriás, amit a Jókai-tarokkból is ismert egyik legnépszerűbb bemondásáról ultimónak, de általában csak ultinak neveznek, a kártyajátékokat sokan versenyszinten űzik.

## Művészet
A magyar kultúra gyökereit a népművészetre vezetjük vissza. Legősibbek a magyar népzene, népmese, néptánc és népköltészet emlékeink.

### Zeneművészet
A magyar zeneművészet legrégebbi emlékei a régi típusú magyar népdalok és gyermekdalok. Ezek a kvintkör kis részét használják, általában legfeljebb pentaton hangsorúak, a versszakok, a mondatokhoz hasonlóan többnyire ereszkedő szerkezetűek, zenetudományi kutatások utalnak arra, hogy ez az utóbbi tulajdonság a népvándorlás során fokozódott, a szerelem gyakori témája ezeknek a daloknak.
Híres zeneszerzőink sora Bakfark Bálint és Tinódi Lantos Sebestyén nevével kezdődik, majd a Sáry László Tyukodi pajtásáig ható Rákóczi-dallamkör (további példák: Ó, mely sok hal; Zöld erdőben) és az Esterházy-család munkája - Harmonia Caelestis - és támogatása gazdagította a magyar zeneművészetet.
Liszt Ferenc: 2. magyar rapszódia

Probléma esetén lásd:Médiafájlok kezelése.
A XIX. századtól, Liszt Ferenc munkássága olyan csúcsra repítette a magyar zeneművészetet, ami az egyetemes kultúrában a mai napig a leghíresebben képviseli Magyarország, a magyarok egész művészeti életét.
A XX. és XXI. században Bartók Béla és Ligeti György folytatták a világhírű sort.

#### Liszt Ferenc Zeneművészeti Egyetem és intézményei
A magyar zeneművészeti felsőoktatás világviszonylatban is rendkívül jelentős, mintegy másfél évszázados múlttal rendelkezik. Létesítését először 1875-ben mondta ki a törvény. A mai egyetem elődje ekkor Liszt Ferenc lakásán jött létre, majd előbb, mint Zene- és Színművészeti akadémia a ma Régi Zeneakadémiának nevezett épületben, 1907-től pedig szintén Budapest klasszikus kulturális centrumában, a ma világhírű Liszt Ferenc-téri épületben nyerte el központját.
Első gyűjtőútja után már az új épületben lett zongoratanár Bartók Béla, aki A csodálatos mandarin után a 20-as évektől kezdett nemzetközileg is ismert lenni. A hangszeres tanszakok nagyon széles körűvé váltak, többek között ennek köszönhetők olyan csodák, hogy a francia zeneművészet csúcsáról a világhírű Rácz Aladár a vészkorszak ellenére hazaköltözött tanítani.
A zeneszerzés szakon Ligeti György, a zongora szakon Cziffra György (zongoraművész) vagy Fischer Annie karrierje is innen indult. Az egyetem épületeinek többsége a budapesti Nagykörút közelében van, a legújabb épület a Wesselényi utca 52-ben ("W52") Ligeti György zeneszerzőről kapta a nevét.

### Táncművészet
A magyar táncművészet hagyománya a vidékenként változatos néptánc. A körtáncok közül leginkább ismert a karikázó, melyet nők adnak elő, a páros táncok közül a csárdás, a szólótáncok között pedig a legényes, a legnagyobb hagyományok Erdélyben, a népviseletéről is híres Kalotaszeg, Torockó környékén vannak.
Az államalapítás után kialakult nemzetközi kapcsolatok is több elemmel gazdagították a magyar táncéletet, de főleg a reneszánsztól új táncművészeti műfajok is létrejöttek, mint például az ungaresca vagy a hajdútánc.
A XIX.-XX. század fordulóján számos kezdeményezés indult a kortárs magyar táncművészet elindítására, ennek legelső nagy eredménye Bartók Béla két balettje A fából faragott királyfi és A csodálatos mandarin. Ezek a XXI. században is nagy hatásúak, az utóbbi alapján készült, 2015. december 31-éig csak némán, Mandarin címen játszott kortárstánc-darab, a Közép-Európa Táncszínház egyik leghíresebb előadása, a Harangozó Gyula-díjas Horváth Csaba rendezésében. E mellett ma a kortárs táncok szintén számos esetben megjelennek nyílt tereken, akár utcákon is.

#### Színpadi és utcai performansz művészek
A táncművészet irányából érkező magyar alkotók gyakran mutatnak be különleges, szokatlan mozdulatokat is tartalmazó performanszokat. Ez megvalósulhat színpadi, akár táncszínház szerű körülmények között vagy akár közterületen.

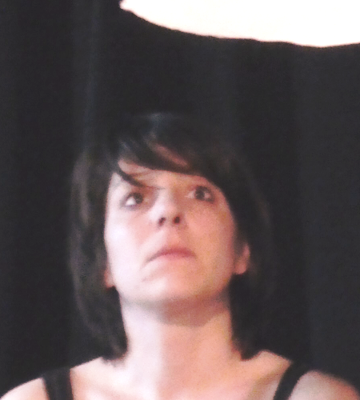
Buday Enikő performer a Jazzaj EXTRA est magyar fellépő vendégeként

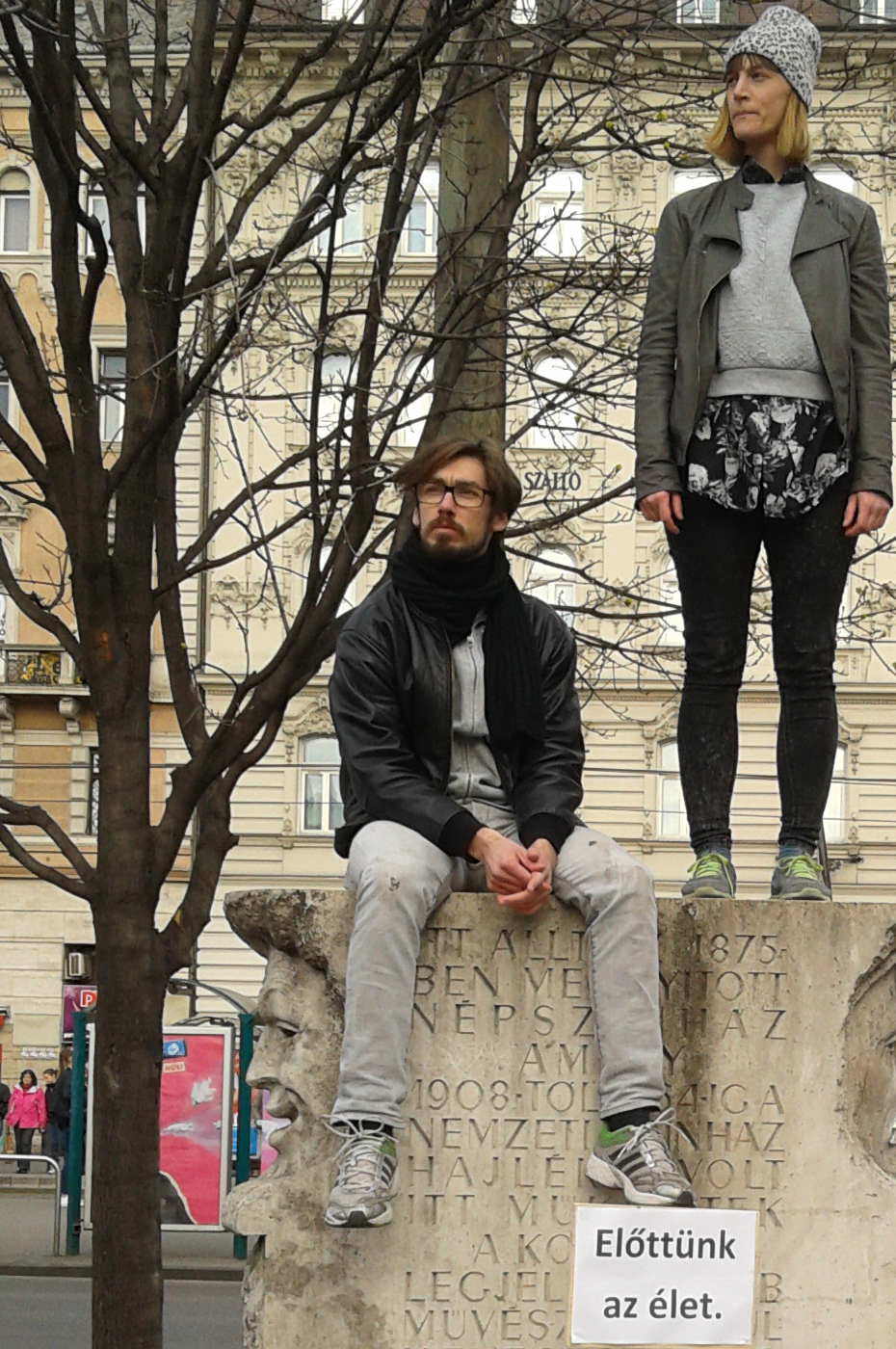
Vadas Zsófia és Vass Imre táncművészek Blaha Lujza téri performanszából

Magyarországon több közösségi hely teret ad kortárstánc irányából érkező alkotók speciális mozdulat-, mozgáselemeket tartalmazó színpadi performanszainak, ilyen például Budapesten a MüSzi. Olyan előadók, mint például Buday Enikő vagy Vass Imre többször élő zenei elemeket is felhasználva lépnek fel ezeken a helyeken, míg egyes művészek az utcán sétálóperformanszokat is adnak.

### Szépirodalom

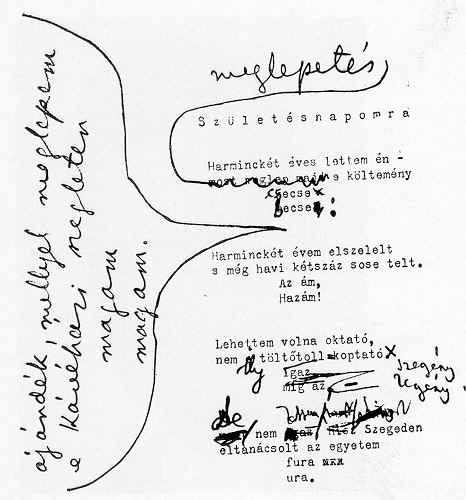
József Attila "Születésnapomra" című versének kézirata

A magyar szépirodalom alapjai a népmesék és más népköltészeti műfajok, például az Egyszer egy királyfi népballada, melyet Arany László és Gyulai Pál gyűjtöttek össze a Kisfaludy Károly alapította Kisfaludy Társaság megbízásából. A magyar népmesék sokszor szólnak a vándorlásról. Aprócska mag méretű kisfiúk, kislányok, legkisebb szegénylegények, vagy annak látszó álruhás királyfik, tündérek, öreganyák, öregapók, indák, erdők, griffek, sárkányok, táltosparipák és más lények népesítik be. A verses népköltészetben leginkább egyes mondókák maradtak meg kivételesen dallam nélkül, a többi automatikusan a zeneművészeti alkotásokhoz kapcsolódik. A népköltészetből ma is rengeteg alkotás alapja, ez is szájhagyomány útján terjed szabadon: "Száll a madár ágról ágra, száll az ének szájról szájra".
A szűkebb értelemben vett magyar irodalomtörténet legelső emlékei a Halotti beszéd és könyörgés és a magyar verstörténet kezdete az Ómagyar Mária-siralom.
A középkor nagy hatású (ám szórványosan megtalált) művei után az anyanyelvű magyar szépirodalom első igazán nagy korszaka a reneszánszban Balassi Bálint, majd Bornemisza Péter költészetével és Heltai Gáspár prózájával kezdődik.
A török után, a XVIII. század magyar irodalma lassan talált magára, ezután viszont a Kazinczy Ferenc vezette nyelvújítás adta meg a máig tartó lendületet. A lírai költészet mellett felemelkedett a színházi műfajok közül a dráma, valamint az eposz és regény, Vörösmarty Mihály, Petőfi Sándor, Arany János és Madách Imre nemzetközileg is ismertté váltak.

#### Modern magyar irodalom
Vajda János és Ady Endre törekvései nagy hatással voltak arra, hogy a XX. század elején Osvát Ernő megalapította az 1941-ig, Babits Mihály haláláig létező Nyugat folyóiratot, ami a legnagyobb hatású volt a korszak magyar szépirodalmának történetében, többek közt az első jelentős írónő, Kaffka Margit is itt lett ismert, de teret kapott József Attila és Radnóti Miklós költészete, Szerb Antal munkássága és a korszak szinte minden jelentős szépírójának művei is.

##### 1945 után
A náci majd szovjet megszállás után a magyar szépirodalom jórészt az anyaországon kívül élők munkái és kapcsolatai által minden korábbinál nemzetközibbé vált, a legismertebb költő Pilinszky János, prózában pedig Kertész Imre a Nobel-díj és hazai elismerései által egyaránt.
Az 1970-es évektől az erősen állampárt-felügyelt írószövetségen belül működött először Fiatal Írók József Attila Köre - FIJAK -, majd 1981-1982-től máig már szélesebben József Attila Kör néven kiemelten fiatal írókat is tömörítő szervezet. Bár ma már több hasonló nívós társaság létezik, a JAK a JAK-füzetek és ma már más önálló egyesületi tevékenységei révén még mindig a fiatal magyar költészet és próza egyik legfontosabb közvetítője, ajánlásai alapján több szerző is József Attila-díjas elismerésben részesült.

### Fotó- és filmművészet

#### XX. századi úttörők
1906-tól a Magyar Fényképezők Országos Szövetsége célul tűzi ki, majd meg is valósítja az első szakiskolai szervezett fotóstanfolyamokat. Az oktatás egyik vezetője Mai Manó, aki haláláig (1917) vezette a Fény című lapot a fényképészetet, mint szakmát ismertette el.
A fotó- és filmszakmát művészi szinten elismertető úttörők idősebb és ifjabb Uher Ödön voltak. Idősebb Uher Ödön (1859-1931) már 1912-től készített némafilmeket, amiket Garas Márton (1881-1930) munkái követtek. (Jelenleg nem áll rendelkezésünkre olyan magyar filmművészeti alkotás, amelyből a magyar hatóságok által igazoltan jogszerűen akár csak egy rövid mozgókép részlet is megjeleníthető a Wikimédia Commonson)

#### Analóg technológiával
A fotó- és filmművészet mint önálló magasművészeti ágak kifejlődéséhez meg kell érteni, hogy a fényképek és filmek kezdetben drága nyersanyagra készültek. Jóllehet, főleg a fotózásnál, már az 1920-as években a Kassák-kör körül, Hevesy Iván és Kálmán Kata fotóinál már elindultak az iparművészeti törekvések, elsősorban a szociofotó területén, témaválasztásában egészen az 1970-es évekig ez volt Magyarországon a fotóművészet egyik legfőbb területe. A film területén az 1930-as évektől Székely István komolyabb, főleg klasszikus irodalmi filmjei, majd új, például Balázs Béla által írt forgatókönyvekkel elsőként többek között Szőts István, Radványi Géza, Fábri Zoltán juttatták a magyar filmet a nemzetközileg is elismert legmagasabb művészi szintre.
A magyar fotó- és filmművészet fejlődése szempontjából jót tett egyrészt az 1963 utáni (legalábbis az '56-hoz képest mérhető) csekély politikai enyhülés, másrészt a technológia is kissé olcsóbb vált. Több művész, például Dárday István, Szalai Györgyi, Jancsó Miklós, Ország Lili, a fotó- és filmművészetben egyaránt jelentőset alkottak, az absztrakció fontos jellemzője volt ennek a korszaknak és általában meggyökeresedett egy szabadabb stiláris gondolkozás.

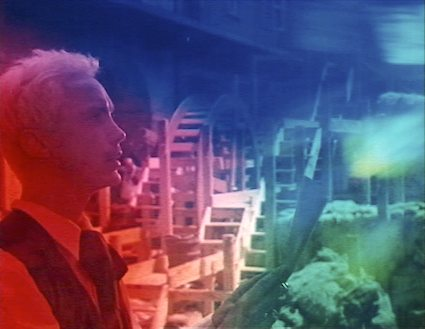
425x329 pixel méretű állókép Bódy Gábor: Nárcisz és Psyché című filmjéből, melyet a Magyar Nemzeti Digitális Archívum és Filmintézet szolgáltatott vissza a közösségnek

1970 után üstökösként robbant be és a korszak egyik legjelentősebb alkotója lett a FIPRESCI életműdíjjal is kitüntetett Bódy Gábor, aki kultuszfilmekké vált kísérleti filmeket rendezett, az egyik legismertebb ilyen például a Weöres Sándor-alapján többek között Pilinszky János szerepeltetésével készült Nárcisz és Psyché.
A film 1980-ban közpénzből készült (finanszírozás aránya: 100%), ennek ellenére 2015-ig nem volt egyetlenegy más, közpénzt felhasználó mozgóképi művészeti alkotásból a közösségnek visszaadott egyetlen képkocka sem.
Így az 1980-as évek elejére elérkezik egy olyan korszak, mely a magyarországi összművészetben (v. ö. pl.: '180-as Csoport), így a fotó- és filmművészetben, elhoz egy elég nagyfokú autonómiát, a filmművészetben sok más jelentős művész mellett például Jeles András és Tarr Béla indítanak az analóg korszak végéig mélyreható változásokat, de a digitális korszak művészetére is van hatásuk, mely nagyjából 2010-re Magyarországon is a fotó- és filmművészetben egyazon mód elfogadott technológiává válik.

#### Digitális korszak
2006 után a digitális filmtechnika elérte a filmművészeti elfogadottság szintjét, ezt az is mutatja, hogy az Európai Unió elkezdte támogatni a digitális vetítéseket. Ez a technika a kultúra természetéhez hasonlóan jó lehetőséget ad a remixelésre is, amint azt megmutatja például Pálfi György: Final cut című filmje is.

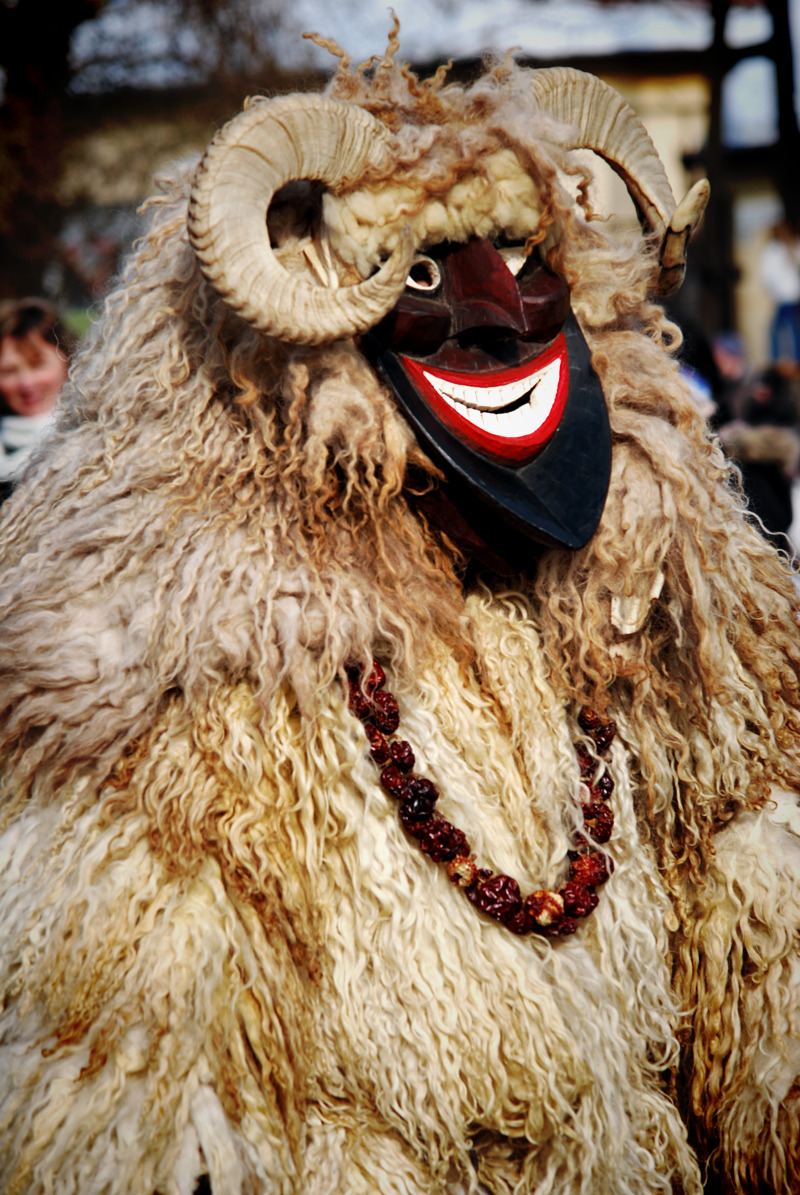
Dankaházi Lóránt: Busó portré

A digitális film- és fotóművészetnek számos szabad kulturális tere nyílt, a legismertebb ezek közül talán a Wikimédia Commons. Ezek a terek nagyon jól kereshetők is, így egyre digitális fotóművész jelenik meg rajtuk, mint például Kémenes Bernadette, Györfi Rita, Dankaházi Lóránt, Fekete Attila és mások.

#### Háború utáni jelentősebb európai játékfilm díjak
- Jancsó Miklós: Szegénylegények, Locarno - FIPRESCI
- Jancsó Miklós: Még kér a nép, Cannes - legjobb rendezés
- Szabó István: Mephisto, Cannes - FIPRESCI (Oscar-díj Rofusz Ferenc: A légy című rajzfilmje után)
- Mundruczó Kornél: Delta, Cannes - FIPRESCI
- Szász János: A nagy füzet, Karlovy Vary - a legjobb filmért a fesztivál Fődíja
- Nemes Jeles László: Saul fia, Cannes - FIPRESCI és Nagydíj (2016-ban Oscar-díjat is kapott)
- Enyedi Ildikó: Testről és lélekről - Arany Medve - Berlin

### Szabadművészet
A XXI. században a magyar kultúrában is elindult a szabad kulturális forradalom, és ezen belül a magyar művészetben is.
A magyar szabad művészek közül már több zenész, költő, képzőművész, színész tette közzé szabadon 1-1 művét vagy arról készült felvételt, egyszerű reprodukciót a Wikimédia Commonson vagy más helyeken valamely Creative Commons vagy más, néhány jogot visszaadó licenc alatt, így a szabadművészet a művészeti mozgalmak között fontossá vált Magyarországon is.

### Művészeti közösségek
A magyar művészeknek szerte a világon több közössége van. A nemzetközi kapcsolatot tartók általában valamilyen erős autoritás alatt állnak, kivéve az olyan, hálózati alapon szerveződőket, mint például a Magyar szabad művészek.
Ugyanakkor helyi csoportok is vannak, melyek a művészeti tevékenység fenntartását más, önfenntartó módokon egészítik ki, ilyen például Budapest 8. kerületében, az Auróra, Gólya vagy Müszi.

### Építészet
- Magyarország építészete

Városi
- Budapest  (1990 után)

Népi
- Magyar népi építészet
- Sárköz
- Vendvidék
- Napsugaras oromzat

Történelmi
- Reneszánsz
- Barokk
- Klasszicista
- Romantikus
- Historizáló
- Szecessziós
- 20. század első fele
- Népies stílus

## Tudomány

### Orvostudomány

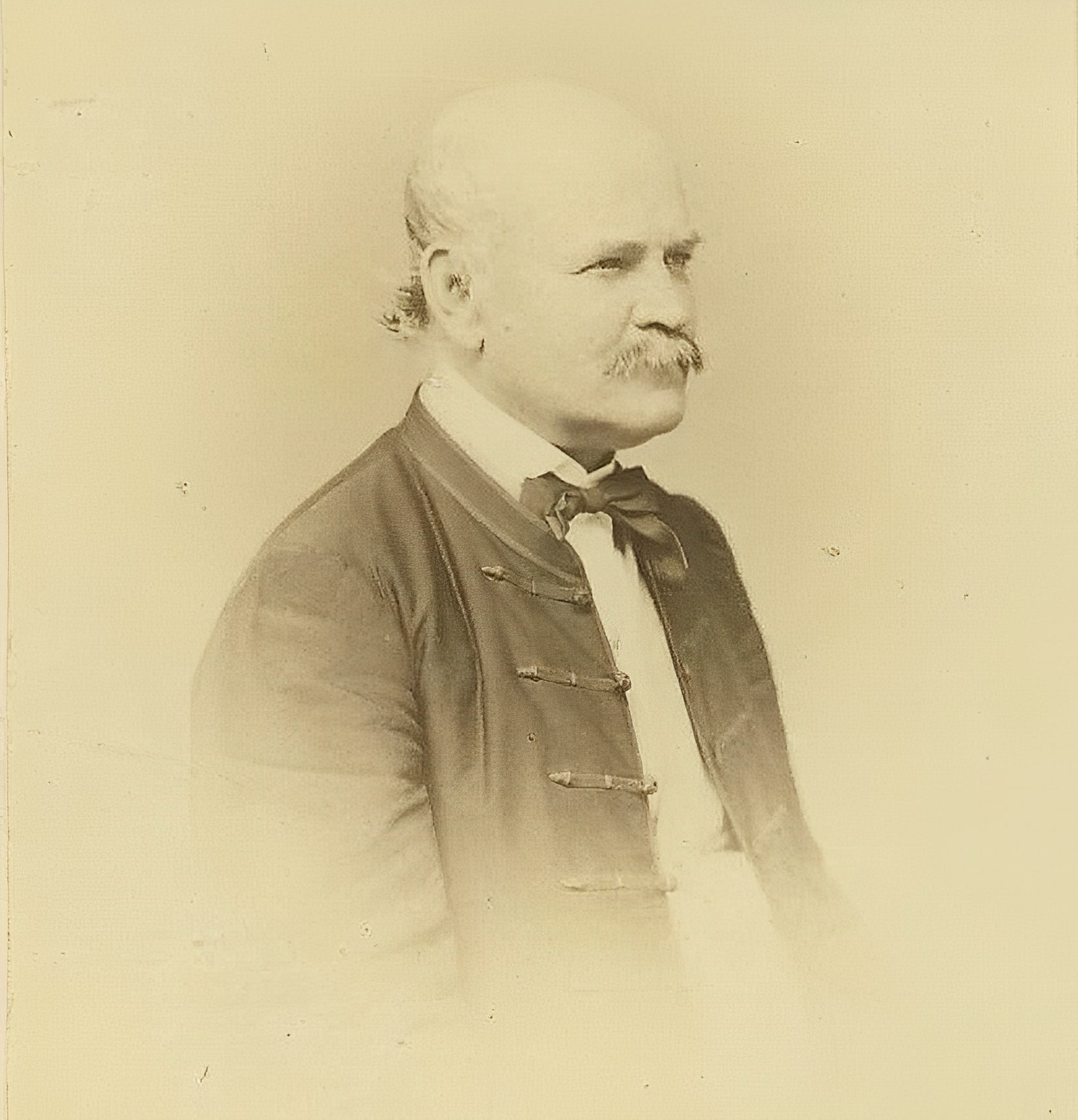
Semmelweis Ignác

A magyar orvostudomány több világhírű orvost adott a világnak.
Semmelweis Ignác az anyák megmentője az aszepszis módszerének feltalálója. Szent-Györgyi Albert Nobel-díjas orvos izolálta a 30-as évek elején a C vitamint. Pető András mozgásterepeuta, a világhírű nemzetközi Pető Intézet alapítója.

### Matematika
A magyar tudomány leghíresebb területei közé tartozik a matematika is.
Bolyai János világhírű matematikusunk a modern fizika számára nélkülözhetetlen nem-euklédeszi geometriát alkotta meg. Neumann János példát mutatott a világnak azzal, hogy a szellemi monopóliumokat elutasítva leginkább a Shannon-féle elvek kibontakoztatásával és továbbfejlesztésével megalapozta az információs társadalmat létrehozó kultúrtörténeti fordulatot a világ számára.

### Nobel-díjasok
| Év   | Személy                  | Terület                  |  | Megjegyzések |
| ---- | ------------------------ | ------------------------ |  | --- |
| 1905 | Lénárd Fülöp             | fizikai                  |  | |
| 1914 | Bárány Róbert            | orvosi                   |  | magyar származású osztrák Nobel-díjas |
| 1925 | Zsigmondy Richárd        | kémiai                   |  | magyar származású osztrák Nobel-díjas |
| 1937 | Szent-Györgyi Albert     | orvosi                   |  | |
| 1943 | Hevesy György            | kémiai                   |  | |
| 1961 | Békésy György            | orvosi                   |  | |
| 1963 | Wigner Jenő              | fizikai (megosztva)      |  | |
| 1971 | Gábor Dénes              | fizikai                  |  | |
| 1976 | Daniel Carleton Gajdusek | matematikai              |  | szlovák-magyar származású amerikai Nobel-díjas |
| 1976 | Milton Friedman          | közgazdasági             |  | magyar származású amerikai Nobel-díjas |

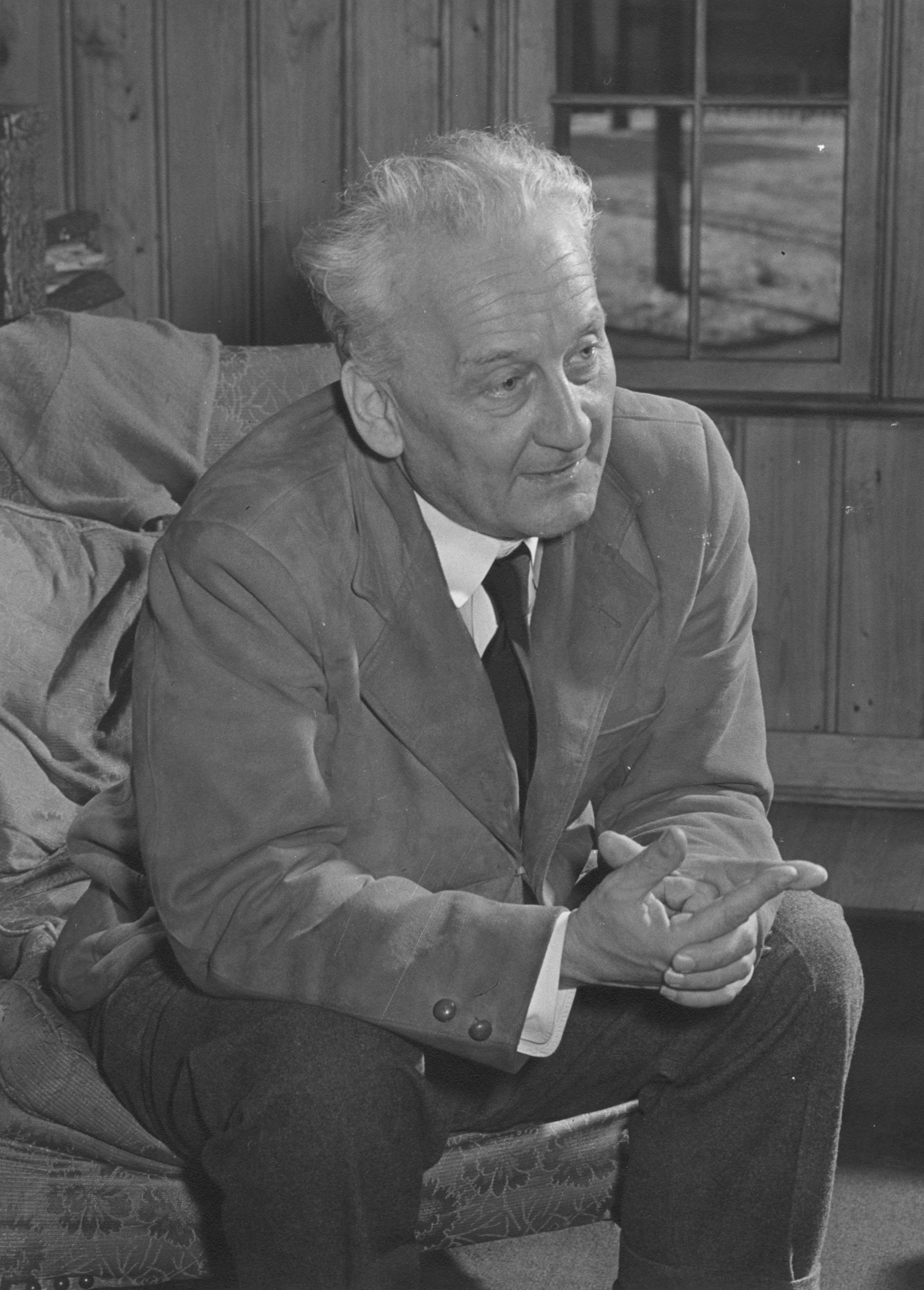
Szent-Györgyi Albert

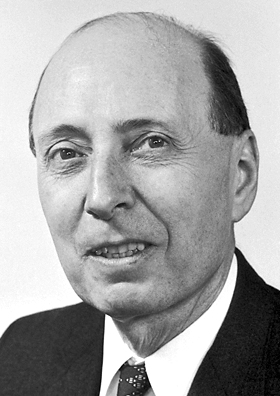
Wigner Jenő

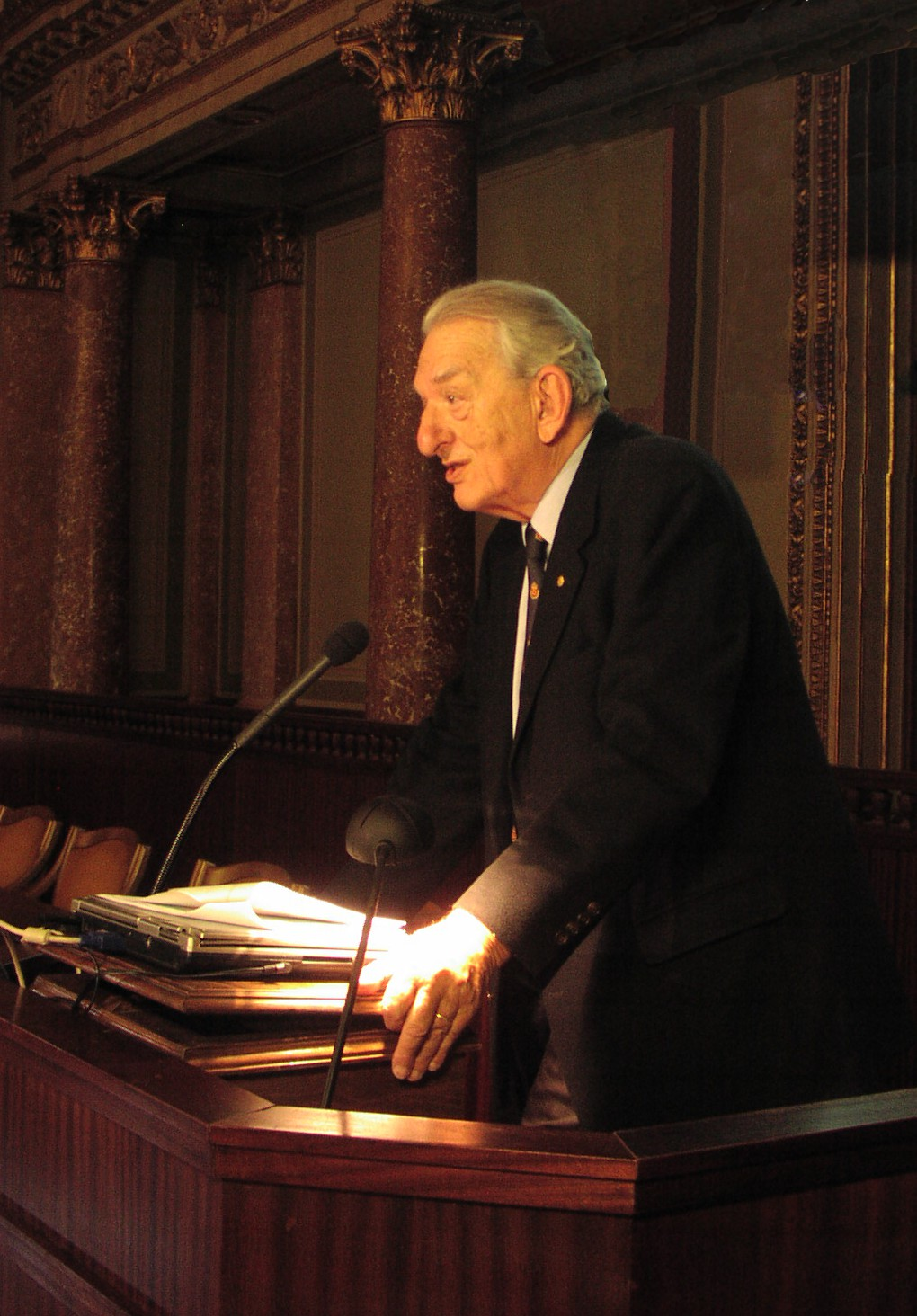
Oláh György

| 1986 | Elie Wiesel              | béke                     |  | Romániában született, magyar zsidó származású, amerikai Nobel-díjas. Saját bevallása szerint nem tartja magát magyarnak, de gyerekkorában a jiddis anyanyelve mellett, amely a család elsőrendű társalgási nyelve volt, a helyzet követelményei szerint természetszerűen használták a német, magyar és román nyelveket is, és gyerekként rajongott a magyar kultúráért. |
| 1986 | Polányi János            | kémiai (megosztva)       |  | Németországban született magyar származású kanadai Nobel-díjas |
| 1994 | Harsányi János           | közgazdasági (megosztva) |  | |
| 1994 | Oláh György              | kémiai                   |  | |
| 2002 | Kertész Imre             | irodalmi                 |  | |
| 2004 | Herskó Ferenc            | kémiai (megosztva)       |  | |

## Szórakoztatóipar
A magyar szórakoztatóipar leginkább a vigalmi – részben varieté – műfajokból fejlődött ki. Ide tartoznak például:
- a kocsmai vagy sok esetben általánosabban vendéglátós, mulatós zene, a magyar nótától és sanzonoktól a slágerdalokig. A XXI. században a magyar zeneipar nemzetközi szinten nem jelentős. A XX. században egy-két operetten kívül egyedül a Szomorú vasárnap sláger ért el nemzetközi ismertséget;
- konferanszié és egyéb dumák, bohózatok. Utóbbiak közt Rejtő Jenő is alkotott, Molnár Ferenc egy-két könnyed vígjátéka pedig eljutott az USA-ba is;
- látványos táncelemekkel tarkított revüszerű produkciók, ilyenek állandóan is megtekinthetők az olyan helyeken, mint például a Budapesten a Moulin Rouge előadásai, heti egyszer-kétszer, mint például az Orfeumclubban, vagy többnyire alkalmanként egyes művelődési befogadó központokban, mint például a MüSzi;
- alternatív helyek, romkocsmák, hajók stb. ide tartozott/tartozik pl. a Tilos az Á, az A38 Hajó, a Kobuci, az Old Man's Music Pub, a New Orleans Music Club; stb.

## Galéria

### Művészet

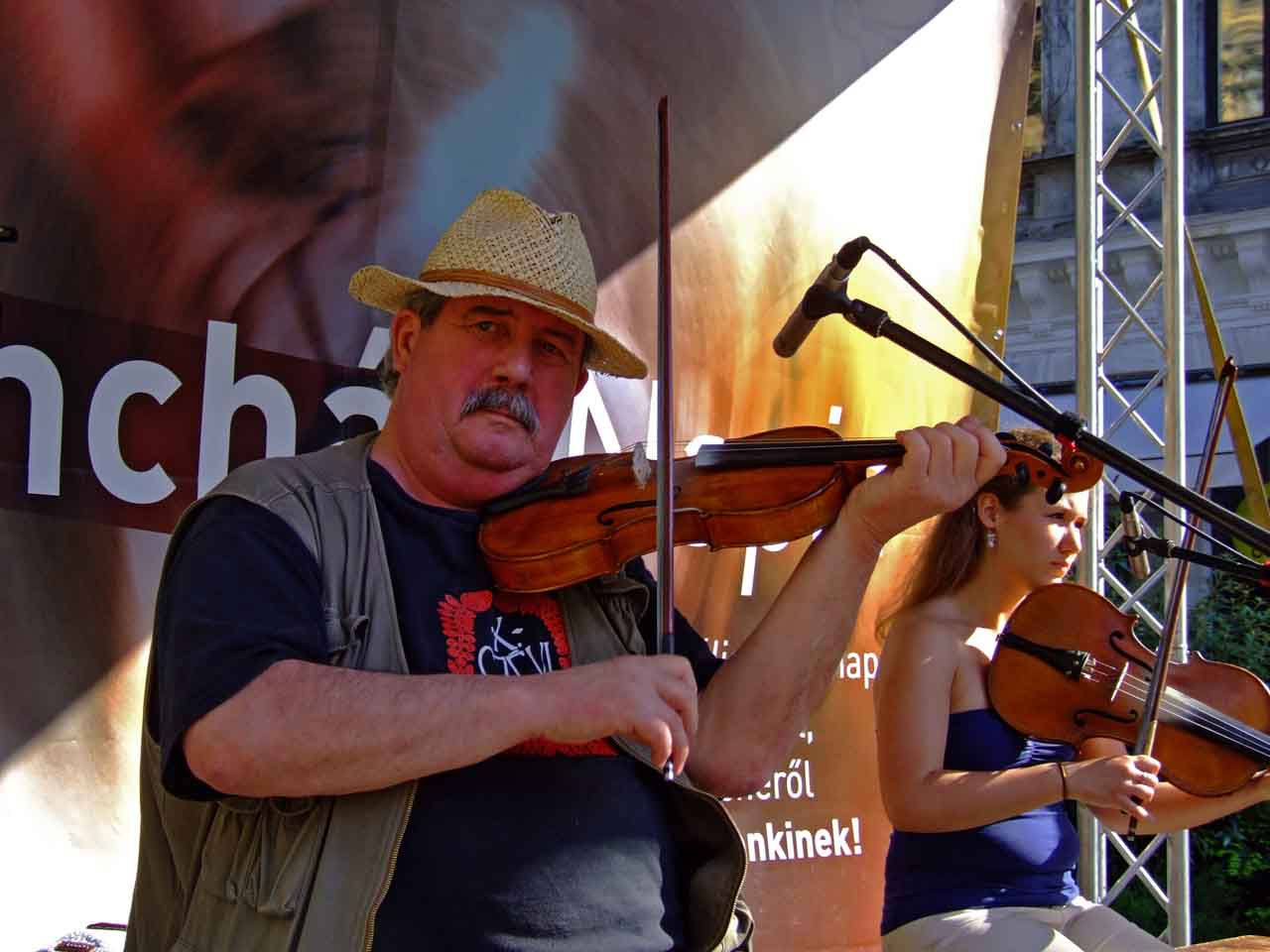
Halmos Béla - népzenész, Zagyi Lajos fényképe
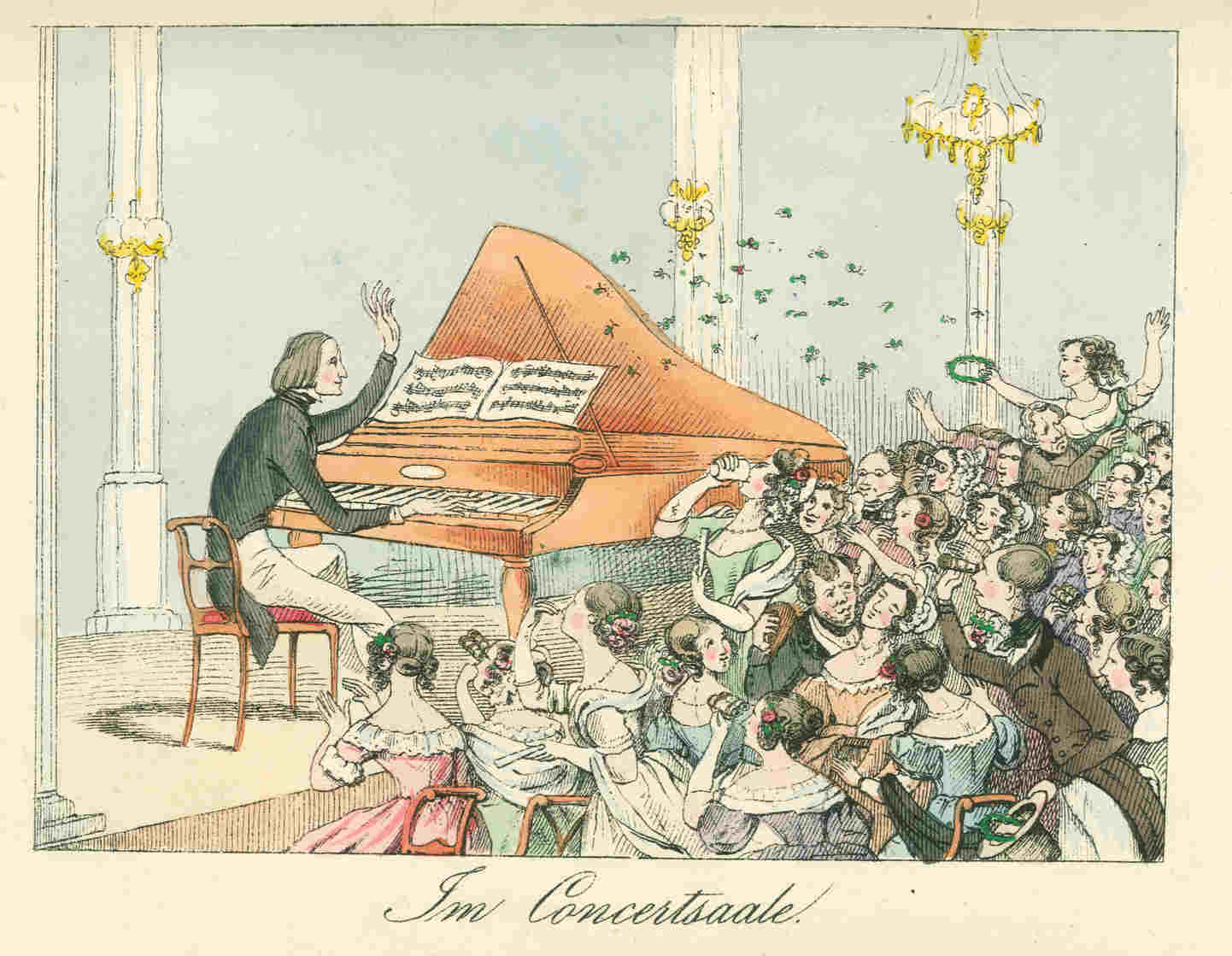
Liszt koncertteremben - Theodor Hosemann 1842-ben készült rajza
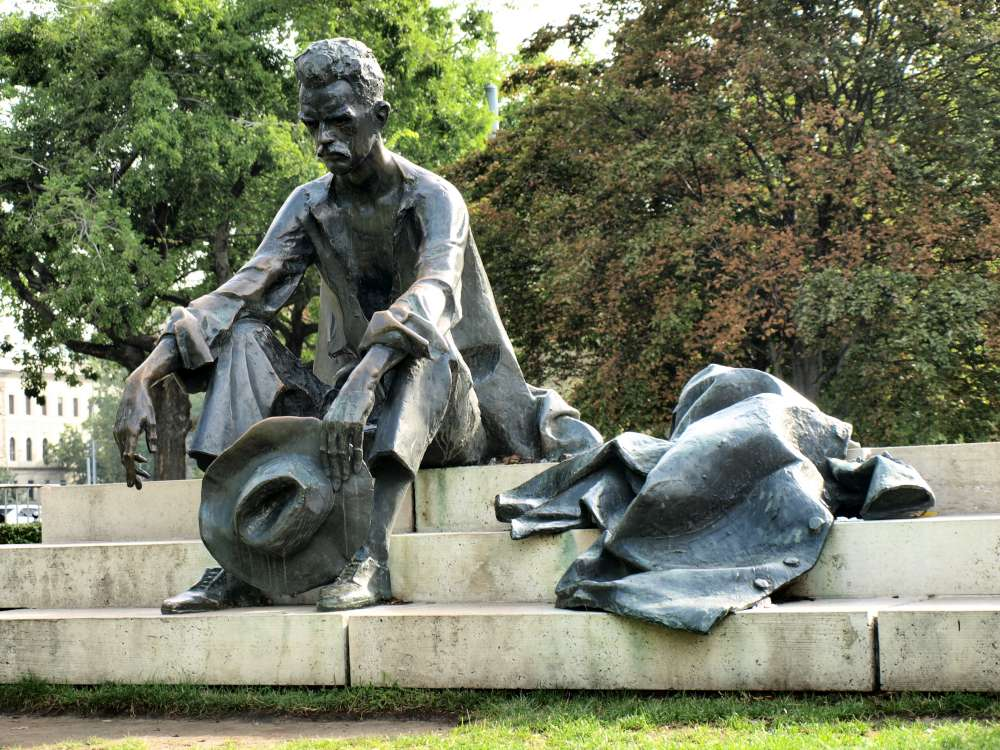
József Attila szobra A Dunánál című versének ihletésére a Parlament mellett, Marton László alkotása
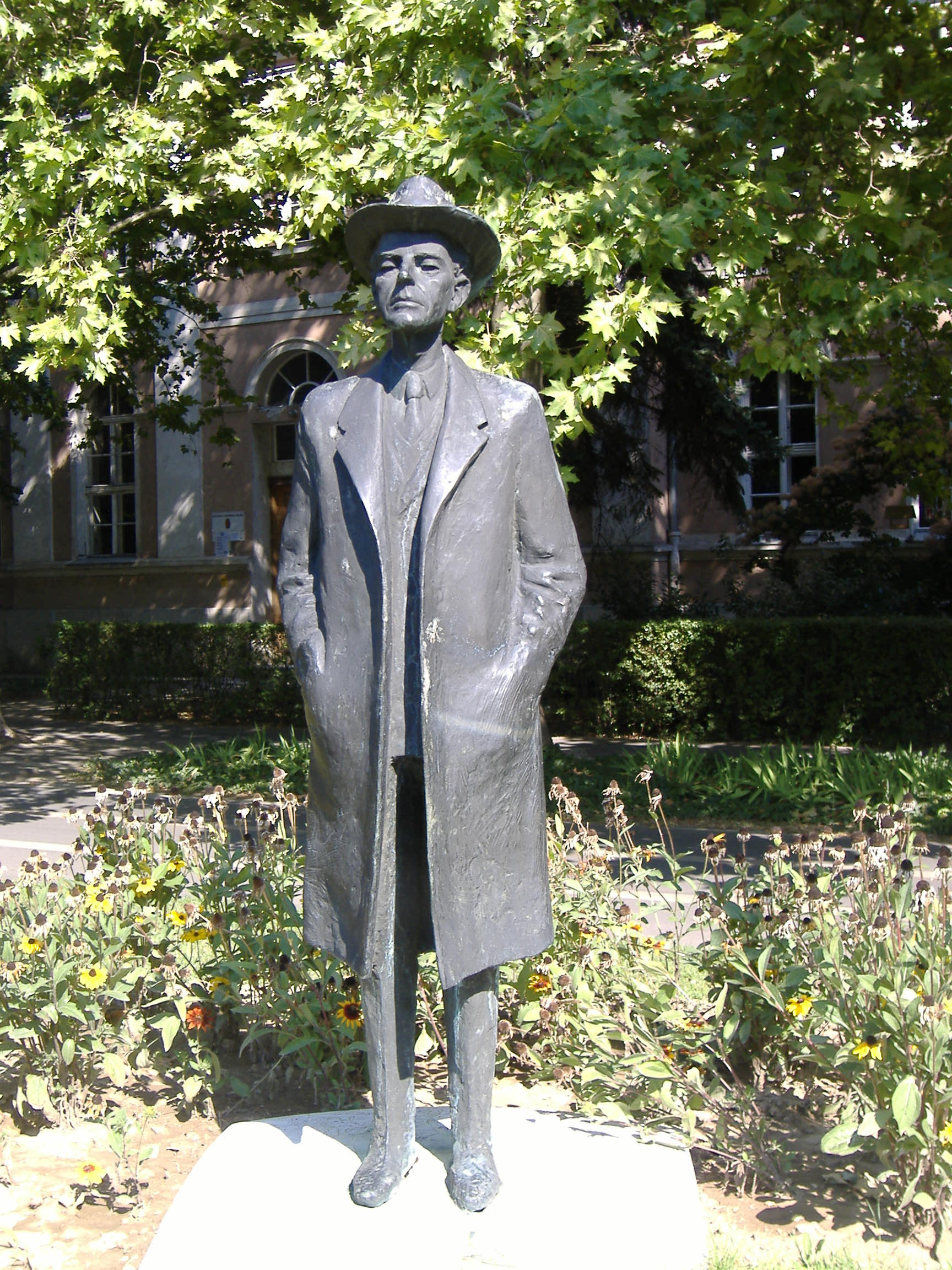
Bartók Béla szobra
- Részlet Garas Márton (1881-1930) 3 hét című filmjéből (1917)
Rácz Aladár a Franciaországban nősült, de a vészkorszakban hazájába visszatelepült világhírű cimbalomművész
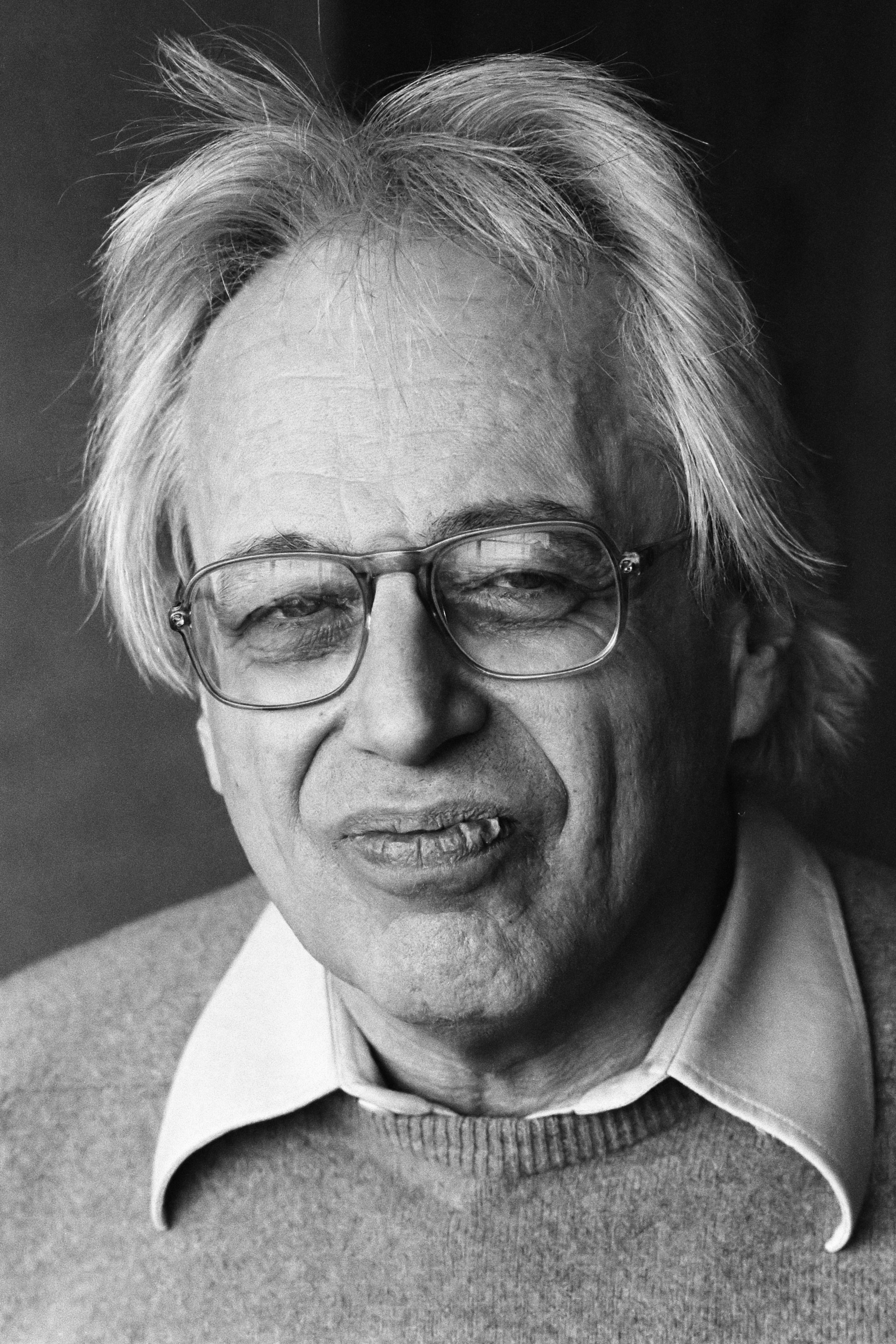
Ligeti György világhírű zeneszerző 1984-ben
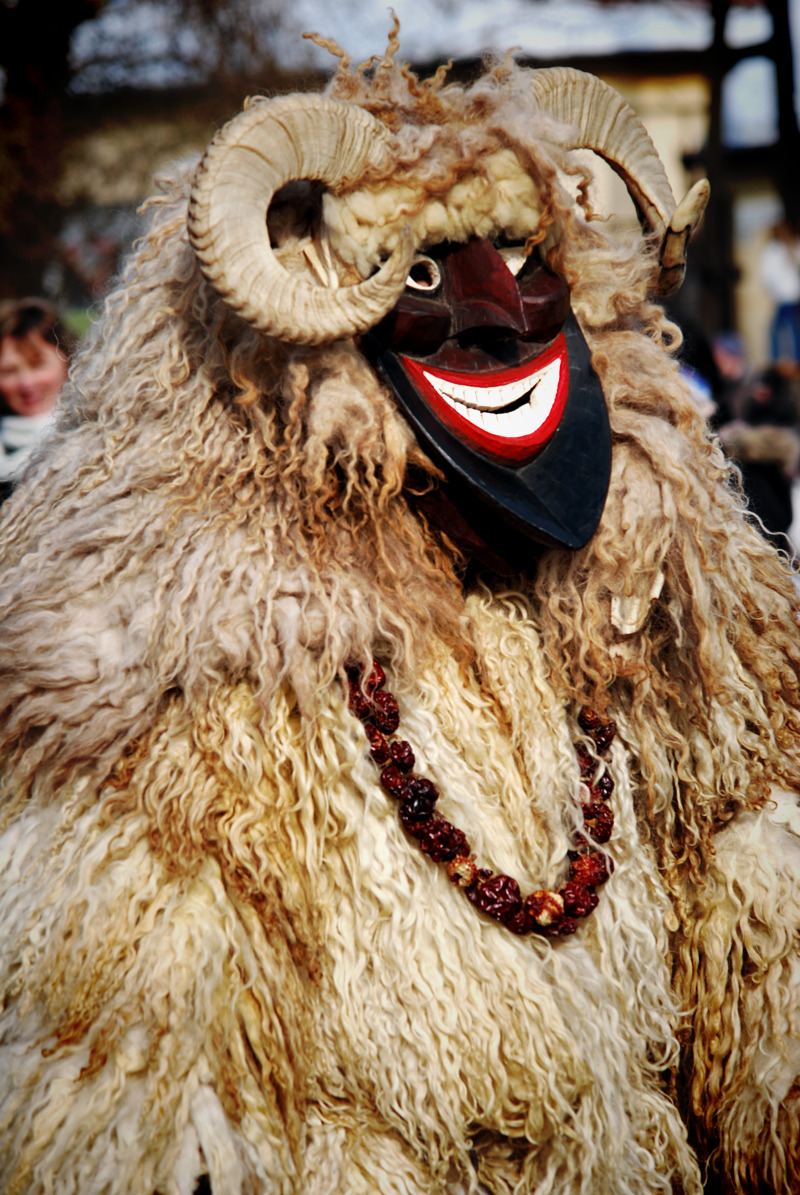
Dankaházi Lóránt Busó portré című fotóalkotása
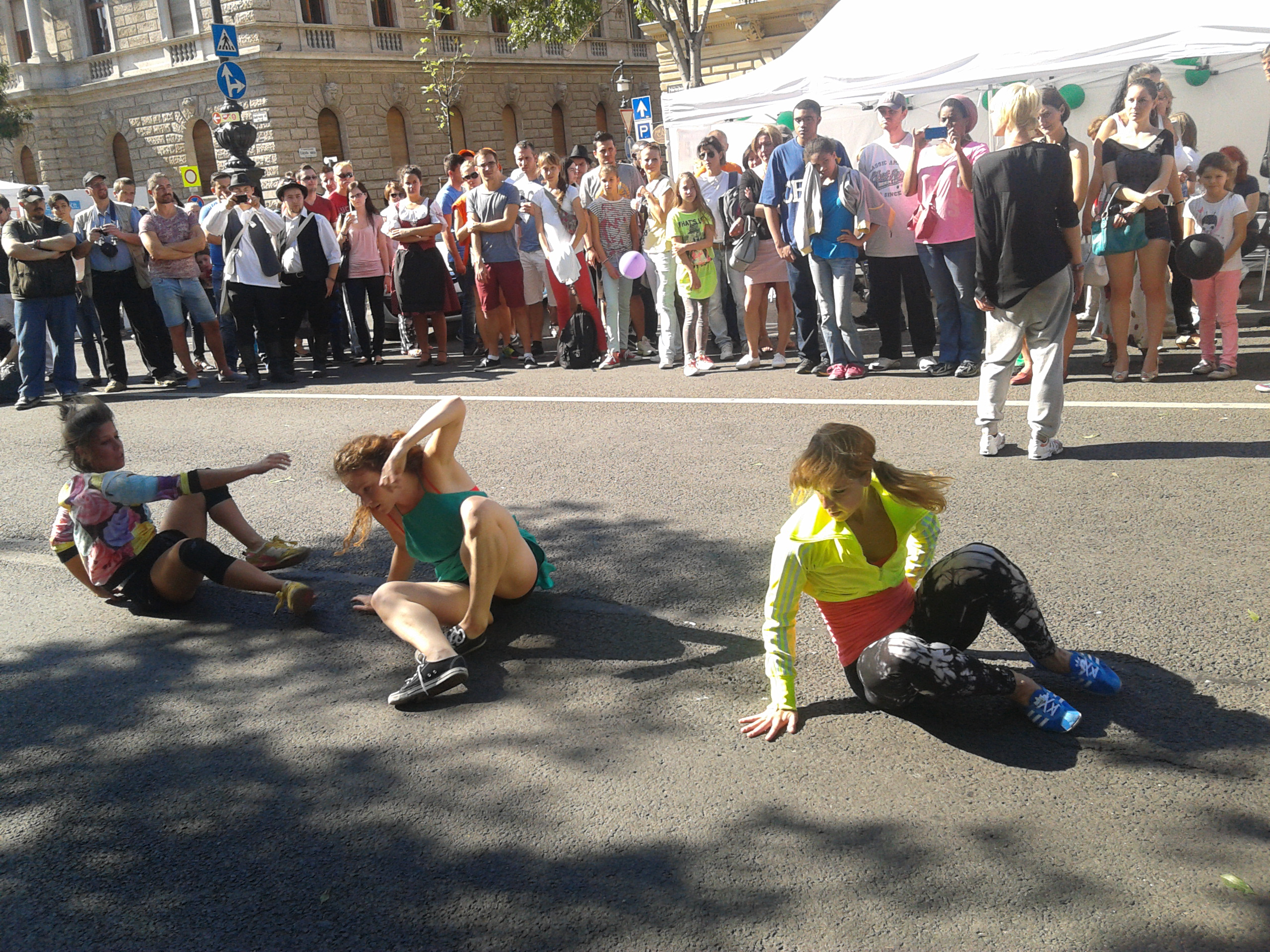
SAPP csoport, a magyar utcai táncművészet legismertebb előadócsoportja
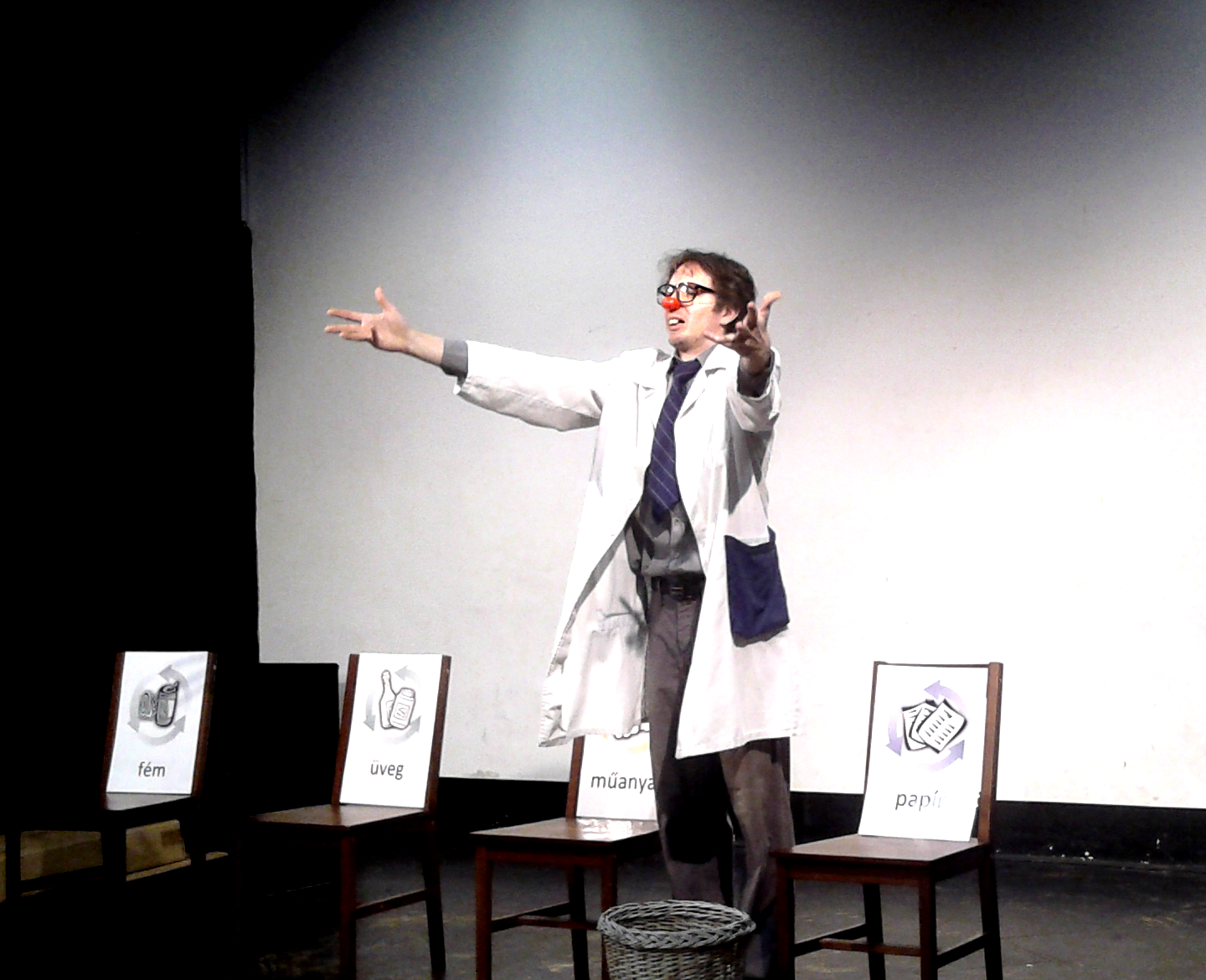
Jelenet a magyar cirkuszszínház világából, a Hottentotta című előadásból
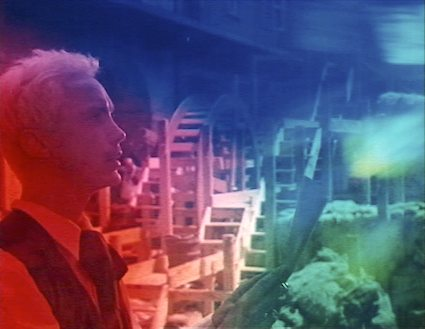
Bódy Gábor: Nárcisz és Psyché
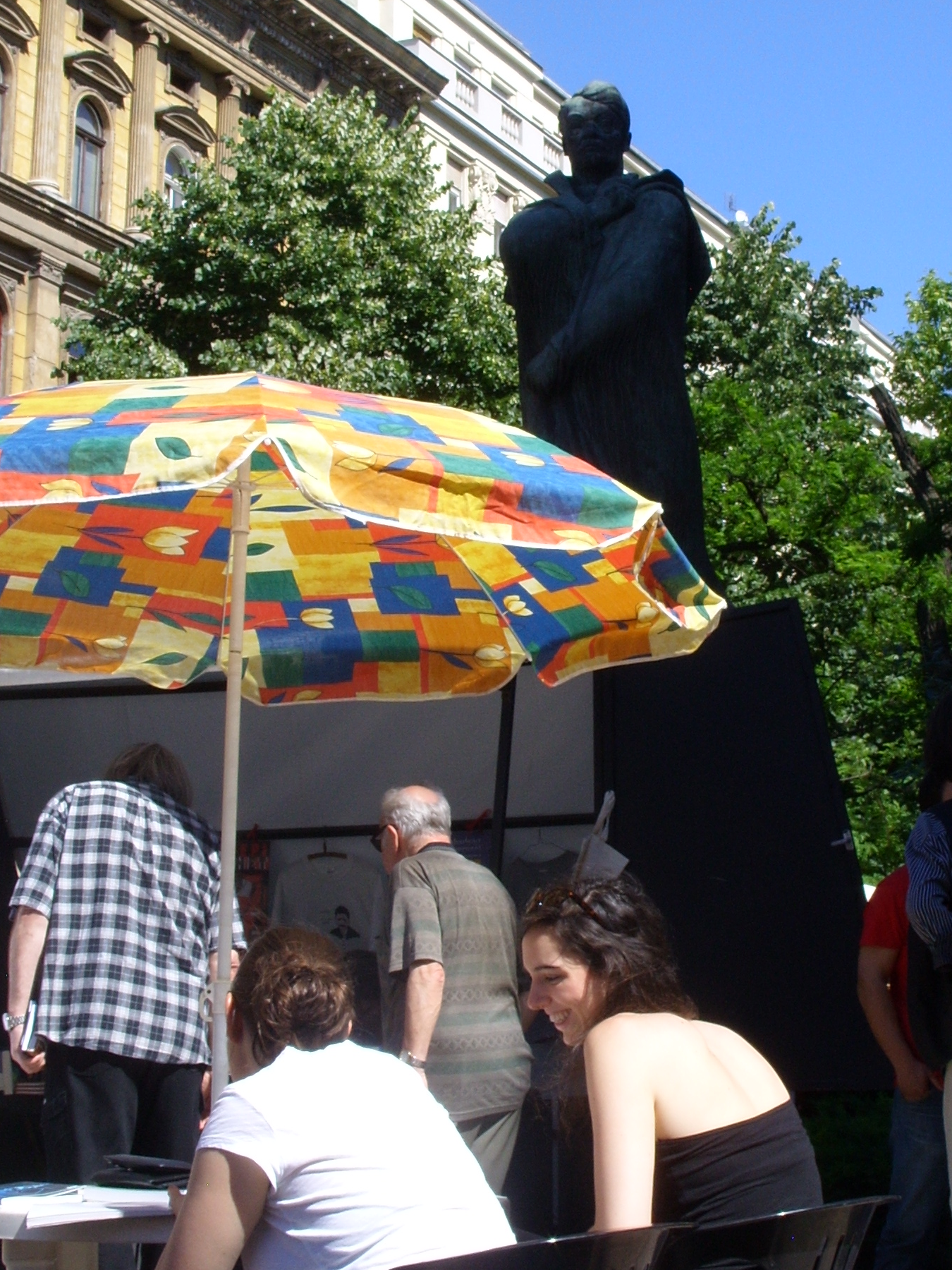
Fiatal költőnők dedikálnak a Liszt Ferenc téren a 2015-ös könyvhéten

#### Videók

##### Tánc és performansz
- Az SAPP társulat BDPST in Move című előadásából
- Egy videó Buday Enikő és Ingrid Schmoliner Jazzaj extra esti performanszából
- Részlet Fenyves Márk egy orkesztika előadásából 2015 májusában
- Részlet Czap Gábor Shoji című színpadi performanszából
- A Persona című kortárs táncművészeti előadás próbája az Auróra kultúrközösségi térben

##### Színház
- Lövés jelenet Cserje Zsuzsa Asszonysorsok című előadásából
- Részlet Szenteczki Zita Közöny című előadásából

##### Költészet
- Rögtönzés József Attila Eszmélet című versére a Szabadság téren
- Oravecz Péter saját saját versének egy részletét szavalja